# Reynard Motorsport
Reynard Motorsport je nekdanje ameriško moštvo in konstruktor Formule 1, ki je v Formuli 1 sodelovalo v sezoni 2001. 